# Absolute naamval
De absolute naamval is een naamval die samen met een voltooide werkwoordsvorm - meestal het deelwoord - een grammaticale constructie vormt die als volwaardige zin binnen een groter zinsverband dienstdoet. Een dergelijke constructie dient meestal ter verkorting van bijzinnen. Het meest kenmerkend aan een zin met een of enkele absolute naamvallen is dat de agens die bij de persoonsvorm hoort niet overeenkomt met het zinsdeel dat bij de voltooide werkwoordsvorm hoort.
Voorbeelden van Indo-Europese talen met absolute naamvallen zijn het Oudgrieks, Latijn, Perzisch en Litouws. De genitivus absolutus en ablativus absolutus komen als constructie vooral voor in het Latijn en Grieks. Het Litouws kent daarnaast de dativus absolutus in combinatie met een quasi-deelwoord (dat in het Oudlitouws en Oudkerkslavisch nog een echt deelwoord was). In het Duits en Nederlands komen nog enkele versteende constructies met een absolute naamval voor, zoals unverrichteter Dinge en onverrichter zake.
Het IJslands kent een dativus absolutus, voorafgegaan door het voorzetsel 'að', dat verder niets betekent. Voorbeeld: Menningar- og viðskiptaráðherra og forstöðumaður Rannsóknarseturs verslunarinnar undirrituðu samning að Katrínu Jakobsdóttur, forsætisráðherra, viðstaddri.